# Armeegruppe Narwa
L'Armeegruppe Narwa était une unité de la Heer (armée de terre) de la Wehrmacht, formée le 2 février 1944 à partir du Gruppe Sponheimer.
Il est renommé Armee-Abteilung Narwa en mai 1944 et Armee-Abteilung Grasser à partir du 25 septembre 1944.

## Organisation

### Commandant
| Date                               | Grade                  | Commandant        |
| ---------------------------------- | ---------------------- | ----------------- |
| 23 février 1944 - 3 juillet 1944   | General der Infanterie | Johannes Frießner |
| 3 juillet 1944 - 25 septembre 1944 | General der Infanterie | Anton Grasser     |

### Chef d'état-major
| Date                             | Grade          | Commandant     |
| -------------------------------- | -------------- | -------------- |
| 23 février 1944 - 14 mars 1944   | Oberstleutnant | Kurt von Einem |
| 14 mars 1944 - 25 septembre 1944 | Generalmajor   | Paul Reichelt  |

### Officiers d'Opérations (Ia)
| Date                            | Grade | Commandant                    |
| ------------------------------- | ----- | ----------------------------- |
| 23 février 1944 - 5 mars 1944   | Major | Gerhard Oetken                |
| 5 mars 1944 - 25 septembre 1944 | Major | Friedrich-Wilhelm Eichendorff |

## Zones d'opérations
- Front de l'Est, secteur nord : Février 1944 - Septembre 1944

## Ordre de bataille
15 avril 1944
- A la disposition de l'Armee-Abteilung Narwa
  - 170. Infanterie-Division
  - 122. Infanterie-Division
  - 61. Infanterie-Division (most)
- XXVI. Armeekorps
  - Estonian Grenzschutz-Regiment 3
  - 225. Infanterie-Division (most)
  - 11. Infanterie-Division
  - 58. Infanterie-Division + 225. Infanterie-Division
- XXXXIII. Armeekorps
  - 227. Infanterie-Division
  - 61. Infanterie-Division + Alarm-Einheiten
  - Pz.Gr. “Feldherrnhalle”
- III. (germ.) SS-Panzerkorps
  - SS-Brigade “Nederland” + SS-Panzer-Grenadier-Division “Nordland”
  - 20. Estnische SS-Freiwilligen-Division
  - SS-Panzer-Grenadier-Division “Nordland”
- Küstenverteidigung Ost (Stab 2. Flak-Division)
- 285. Sicherungs-Division

15 juin 1944
- A la disposition de l'Armeeabteilung Narwa
  - 61. Infanterie-Division
- XXVI. Armeekorps
  - 227. Infanterie-Division + Estonian Grenzschutz-Regimenter 2 & 3
  - 170. Infanterie-Division
  - 225. Infanterie-Division
- XXXXIII. Armeekorps
  - 58. Infanterie-Division
  - 11. Infanterie-Division
  - 122. Infanterie-Division
- III. (germ.) SS-Panzerkorps
  - SS-Panzer-Grenadier-Division “Nordland” + SS-Brigade “Nederland”
  - 20. Waffen-Grenadier-Division der SS (estnische Nr. 1)
- Küstenverteidigung Ost (Stab 2. Flak-Division) + 5 Estonian battalions
- Küstenverteidigung West, 285. Sicherungs-Division + 4 Estonian battalions

15 juillet 1944
- XXXXIII. Armeekorps
  - 227. Infanterie-Division + Estonian Grenzschutz-Regimenter 2 & 4
  - 58. Infanterie-Division
- III. (germ.) SS-Panzerkorps
  - 11. Infanterie-Division
  - SS-Panzer-Grenadier-Division “Nordland”
  - SS-Brigade “Nederland”
  - 20. Waffen-Grenadier-Division der SS (estnische Nr. 1)
- Küstenverteidigung Ost (Stab 2. Flak-Division) + 5 Estonian battalions
- Küstenverteidigung West, 285. Sicherungs-Division + 4 Estonian battalions

15 août 1944
- Gruppe Brigadeführer Wagner
  - 207. Sicherungs-Division
  - Estonian Grenzschutz-Regimenter 1 & 5 + Estonian Ersatz-Grenzschutz-Regiment
- Division z.b.V. 300
  - Estonian Grenzschutz-Regimenter 2, 3, 4 & 6
- Gruppe Generalleutnant Reymann
  - 20. Waffen-Grenadier-Division der SS (estnische Nr. 1)
  - 11. Infanterie-Division
  - 285. Sicherungs-Division
- III. (germ.) SS-Panzerkorps
  - SS-Panzer-Grenadier-Division “Nordland”
  - SS-Brigade “Nederland”
  - 20. Waffen-Grenadier-Division der SS (estnische Nr. 1)
  - SS-Brigade “Langemarck”
- Küstenverteidigung Ost (Stab 2. Flak-Division)
- Küstenverteidigung West, 285. Sicherungs-Division

16 septembre 1944
- II. Armeekorps
  - 563. Grenadier-Division
  - 87. Infanterie-Division
  - 207. Sicherungs-Division
- III. (germ.) SS-Panzerkorps
  - Division z.b.V. 300
  - 20. Waffen-Grenadier-Division der SS (estnische Nr. 1) + 285. Sicherungs-Division
  - 11. Infanterie-Division
  - 11. SS-Panzer-Grenadier-Division “Nordland”
  - 4. SS-Brigade “Nederland”
  - 5. SS-Brigade “Wallonien”
  - 6. SS-Brigade “Langemarck”
- Küstenverteidigung Ost (Stab 2. Flak-Division)
- Küstenverteidigung West

## Récompenses
Pendant les 6 mois d'existence, l'Armeegruppe Narwa a vu récompenser son personnel de:
- Croix allemande:
  - en Or : 2
  - en Argent : 2
- Croix de chevalier de la Croix de fer
  - Croix de chevalier : 1
  - Feuilles de chêne : 1